# 824 Anastasia
A 824 Anastasia (ideiglenes jelöléssel 1916 ZH) a Naprendszer kisbolygóövében található aszteroida. Grigorij Nyeujmin fedezte fel 1916. március 25-én.